# 이드 소프트웨어
이드 소프트웨어 LLC(영어: id Software LLC)는 미국의 비디오 게임회사이다. 소프트 디스크에서 활동한 직원들이 퇴사 후 설립했다. 2009년, 베데스다 소프트웍스의 모회사, 제니맥스 미디어에 인수되었지만, 독립성을 유지하면서 게임을 개발하고 있다.

## 제작한 게임

### 개발
- 커맨더 킨 시리즈
- 데인저러스 데이브 인 더 헌티드 맨션 (1991)
- 레스큐 로버 (1991)
- 레스큐 로버 2 (1991)
- 쉐도우 나이츠 (1991)
- 호버탱크 3D (1991)
- 카타콤 3D 시리즈
- 울펜슈타인 3D (1992)
  - 운명의 창 (1992)
- 둠 (1993)
  - 얼티밋 둠 (1995)
- 둠 2: 헬 온 어스 (1994)
  - 마스터 레벨 포 둠 2 (1995)
  - 파이널 둠 (1996)
- 퀘이크 (1996)
- 퀘이크 2 (1997)
- 퀘이크 3 아레나 (1999)
  - 확장팩 팀 아레나 (2000)
- 둠 3 (2004)
- 퀘이크 라이브 (2009)
- 레이지: 뮤턴트 배쉬 TV (2010)
- 레이지 (2011)
- 둠 (2016)
- 둠 이터널 (2020)

### 퍼블리스, 프로듀스
- 헤레틱 - 레이븐 소프트웨어 (1994년)
- 헥센 - 레이븐 소프트웨어 (1995년)
- 헥센 2 - 레이븐 소프트웨어 (1997년)
- 퀘이크 - 확장팩
  - Scourge of Armagon - 리추얼 엔터테민언트 (1997)
  - Dissolution of Eternity - 로그 엔터테인먼트 (1997)
- 퀘이크 2 - 확장팩
  - 레커닝 - 그레이 메터 인터렉티브 (1998)
  - 그라운드 제로 - 로그 엔터테인먼트 (1998)
- 리턴 투 캐슬 울펜슈타인 - 그레이 메터 인터렉티브, 너브 소프트웨어 (2001)
- 울펜슈타인: 에너미 테리토리 - 스플래시 대미지 (2003)
- 둠 3: 악마의 부활 - 너브 소프트웨어 (2005)
- 퀘이크 4 - 레이븐 소프트웨어 (2005)
- 둠 RPG - 파운테인헤드 엔터테인먼트 (2005)
- 오크 & 엘프 - 파운테인헤드 엔터테인먼트 (2006)
- 에너미 테리토리: 퀘이크 워즈 - 스플래시 대미지 (2007)
- 울펜슈타인 RPG - 일렉트로닉 아츠 (2008)
- 둠 레저렉션 - 에스컬레이션 스튜디오 (2009)
- 울펜슈타인 - 레이븐 소프트웨어(2009)